# Letônia nos Jogos Olímpicos de Inverno da Juventude de 2012
A Letônia competiu nos Jogos Olímpicos de Inverno da Juventude de 2012, realizados em Innsbruck, Áustria.